# Astylosternus occidentalis
Astylosternus occidentalis és una espècie de granota que viu a la Costa d'Ivori, Guinea, Sierra Leone i, possiblement també, a Libèria.
Està amenaçada d'extinció per la pèrdua del seu hàbitat natural.